# Polica (gmina Grosuplje)
Polica – wieś w Słowenii, w gminie Grosuplje. 1 stycznia 2017 liczyła 788 mieszkańców.